# تحطيم الغيوم
تحطيم الغيوم عمل أدبي موجه للأطفال ألفته الكاتبة مالوري بلاكمان، وصدر عام 2004 بأسلوب فريد، إذ صيغت أحداثه في قالب شعري، ويتميّز كل فصل فيه بنمط شعري مختلف يمنحه نكهة خاصة وإيقاعًا مميّزًا.
بفضل هذا الإبداع الأسلوبي، نالت الرواية الجائزة الفضية لجائزة نستله لكتب الأطفال، كما حجزت لنفسها مكانًا في القائمة الطويلة لجائزة كارنيجي، لتؤكد حضورها بين أبرز الأعمال الأدبية الموجهة لليافعين.

## ملخص الرواية
كلف المعلم السيد ماكي طلاب الصف بمهمة كتابة قصيدة. قرر سام أن تكون قصيدته عن دايفي، رغم سخرية أليكس، صديقه المقرّب سابقًا، من هذا الاختيار. قال سام بحزم: أريد أن أكتب عن دايفي لأنه رحل الآن، ولا أستطيع إخراجه من رأسي.
كان دايفي، أو كما يلقب بـ الأقدام الفوارة، الطالب الجديد الذي لم يحبه أحد. ثيابه المهترئة وأفكاره الغريبة جعلته هدفًا للسخرية، خصوصًا من سام، المتنمر الأشهر في المدرسة. كره سام دايفي كما كرهه الجميع إلى أن جاء اليوم الذي أنقذه فيه دايفي من موت محقق، حين جذبه بعيدًا عن سيارة مسرعة. تلك اللحظة كانت بداية صداقة غير متوقعة.
أبهر دايفي سام بنظرته المرحة للحياة، وأسرّ له بسر أنه يعاني من حساسية قاتلة تجاه الفول السوداني. طلب منه أن يحتفظ بالأمر لنفسه، لكن في لحظة طيش وأمام أليكس، أفشى سام السر دون قصد. استغل أليكس المعلومة القاسية، فخبأ حبتين من الفول السوداني في شطيرته، وقدمها لدايفي كمزحة ثقيلة. لم تمضِ ثوانٍ حتى سقط دايفي على الأرض، مختنقًا برد فعل تحسسي عنيف. أسرع السيد ماكي مستخدمًا قلم الإبينفرين، وأنقذه قبل فوات الأوان، ثم نُقل دايفي إلى المستشفى.
ابتعد دايفي عن سام عقب الحادثة، وفقد بريق خياله الغريب. كان من المقرر أن يلتقيا في الحديقة ليلعبا لعبة تحطيم الغيوم ويستعيدا صداقتهما، لكن ما حدث قلب القصة؛ إذ انسحب دايفي بصمت، تاركًا سام وحيدًا، غارقًا في أفكاره، يتساءل عن معنى الصداقة والخيانة.